# 테이스파스

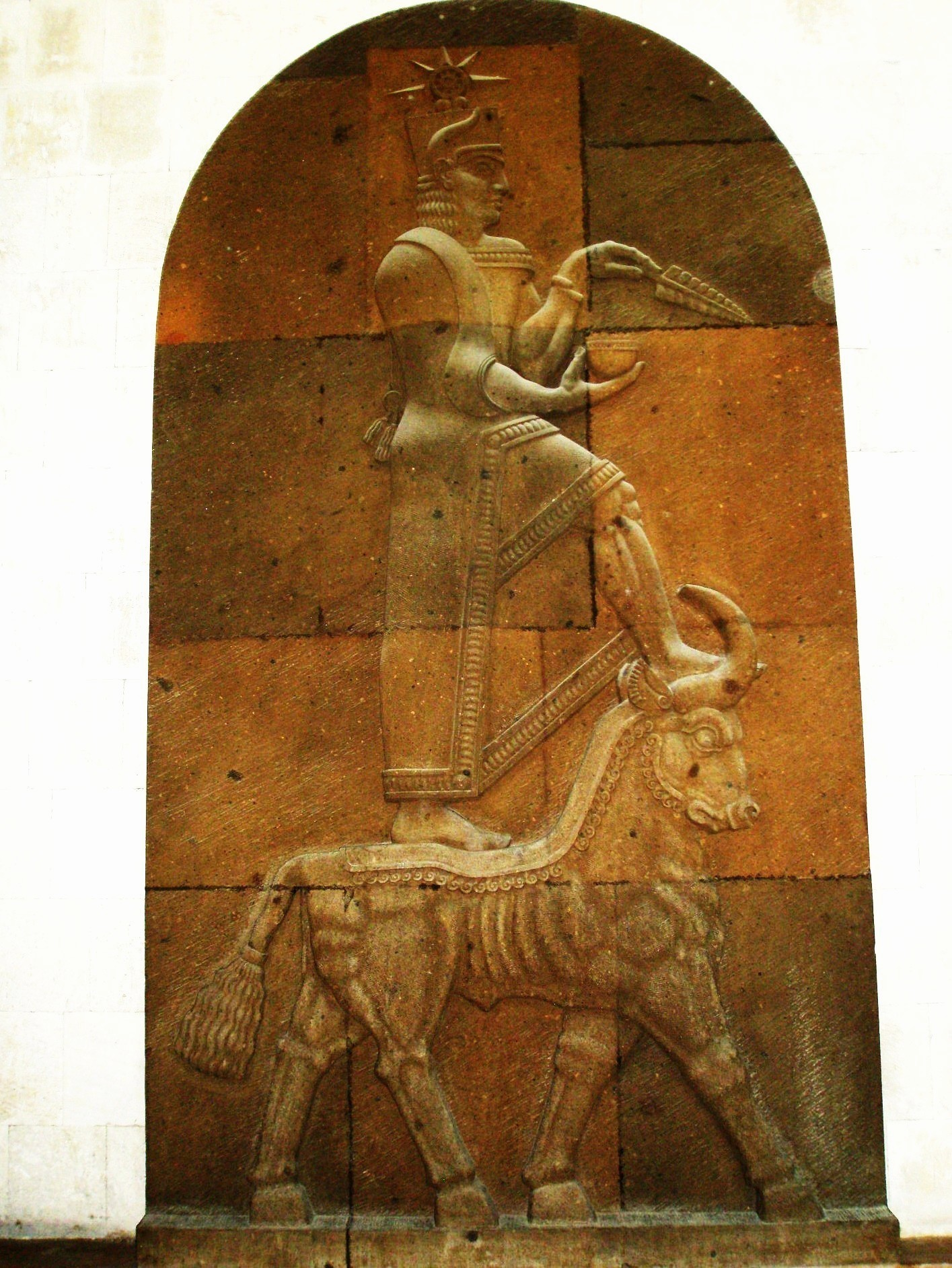

테이스파스(Theispas)는 우라르투 기후의 신이다. 그는 칼디와 아르티니스와 3신을 형성한다. 고대의 우라르투 도시 테이셰바이니가 테이스파스의 이름을 따라서 지어졌다.

## 같이 보기
- 우라르투
- 테이스페스

## 참고
- Encyclopedia Mythica